# Équipe d'Argentine de football à la Copa América 1955
L'équipe d'Argentine de football participe à sa 20e Copa América lors de l'édition 1955 qui a eu lieu à Santiago au Chili du 27 février au 30 mars 1955.

## Résultats
Les six équipes participantes sont réunies au sein d'une poule unique où chaque formation rencontre une fois ses adversaires. À l'issue des rencontres, l'équipe classée première remporte la compétition.
|   | Équipe    | Pts | J | G | N | P | BP | BC | Diff |
| - | --------- | --- | - | - | - | - | -- | -- | ---- |
| 1 | Argentine | 9   | 5 | 4 | 1 | 0 | 18 | 6  | +12  |
| 2 | Chili     | 7   | 5 | 3 | 1 | 1 | 19 | 8  | +11  |
| 3 | Pérou     | 6   | 5 | 2 | 2 | 1 | 13 | 11 | +2   |
| 4 | Uruguay   | 5   | 5 | 2 | 1 | 2 | 12 | 12 | 0    |
| 5 | Paraguay  | 3   | 5 | 1 | 1 | 3 | 7  | 14 | -7   |
| 6 | Équateur  | 0   | 5 | 0 | 0 | 5 | 4  | 22 | -18  |

| 2 mars  | Argentine | 5 | 3 | Paraguay |
| 9 mars  | Argentine | 4 | 0 | Équateur |
| 18 mars | Argentine | 2 | 2 | Pérou    |
| 27 mars | Argentine | 6 | 1 | Uruguay  |
| 30 mars | Argentine | 1 | 0 | Chili    |

### Matchs
| 2 mars 1955 | Argentine                                      | 5 – 3 | Paraguay                                | Estadio Nacional (Santiago)                    |                                                |
| | Micheli 5e, 18e (pen.), 64e, 83e · Borello 74e | (2 - 1) | Rolón 13e · Martínez 47e · Villalba 89e | Spectateurs : 35 000 Arbitrage : Carlos Robles | Spectateurs : 35 000 Arbitrage : Carlos Robles |
| Musimessi - Dellacha, Vairo - Lombardo, Mouriño, Gutiérrez - Micheli, Cecconatto, Bonelli ( 68e Borello), Grillo ( 60e Labruna), Cruz | Équipes                                        | Vargas - Segovia, Jovellanos ( Villalba) - Maciel, Arce, Echagüe - H. González, Martínez, Parodi ( Quiñónez), Rolón, Bedoya ( Cañete) |                                         | Spectateurs : 35 000 Arbitrage : Carlos Robles | Spectateurs : 35 000 Arbitrage : Carlos Robles |

| 9 mars 1955 | Argentine                                            | 4 – 0 | Équateur | Estadio Nacional (Santiago)                    |                                                |
| | Bonelli 11e · Grillo 24e · Micheli 28e · Borello 71e | (3 - 0) |          | Spectateurs : 40 000 Arbitrage : Carlos Robles | Spectateurs : 40 000 Arbitrage : Carlos Robles |
| Musimessi - Dellacha ( 71e Colman), Vairo - Lombardo, Mouriño, Gutiérrez - Micheli, Cecconatto, Bonelli ( 65e Borello ( 88e)), Grillo ( 65e Labruna), Cruz | Équipes                                              | Bonnard - Sánchez, Valencia - Gonzabay, Villacreses, Solís - Balseca, Cantos ( Cañarte), Matute, Merizalde, Saeteros ( Pinto) |          | Spectateurs : 40 000 Arbitrage : Carlos Robles | Spectateurs : 40 000 Arbitrage : Carlos Robles |

| 18 mars 1955 | Argentine                  | 2 – 2 | Pérou                  | Estadio Nacional (Santiago)                           |                                                       |
| | Grillo 7e · Cecconatto 41e | (2 - 1) | Gómez Sánchez 23e, 57e | Spectateurs : 23 000 Arbitrage : Washington Rodríguez | Spectateurs : 23 000 Arbitrage : Washington Rodríguez |
| Musimessi - Colman, Bagnatto - Lombardo, Mouriño, Sola ( 73e Gutiérrez) - Micheli, Cecconatto, Bonelli ( 80e Borello ( 88e)), Grillo ( 73e Labruna), Cruz | Équipes                    | Suárez - Delgado, Salas - Lazón, Colunga, Heredia - Drago ( F. Castillo), Navarrete, Loret de Mola ( Terry), Mosquera, Gómez Sánchez |                        | Spectateurs : 23 000 Arbitrage : Washington Rodríguez | Spectateurs : 23 000 Arbitrage : Washington Rodríguez |

| 27 mars 1955 | Argentine                                              | 6 – 1 | Uruguay    | Estadio Nacional (Santiago)                    |                                                |
| | Micheli 37e, 61e · Labruna 39e, 71e, 87e · Borello 76e | (2 - 1) | Míguez 32e | Spectateurs : 35 000 Arbitrage : Carlos Robles | Spectateurs : 35 000 Arbitrage : Carlos Robles |
| Musimessi - Dellacha, Vairo - Lombardo, Balay, Gutiérrez - Micheli ( 79e Vernazza), Cecconatto, Borello, Labruna ( 79e Conde ( 80e)), Cucchiaroni | Équipes                                                | Taibo - M. González ( 80e), Leopardi ( 82e Tejera) - Rodríguez Andrade, Carranza ( 65e Carballo), Rey - Borges, Pérez ( 62e Demarco), Míguez, Abbadie, Galván |            | Spectateurs : 35 000 Arbitrage : Carlos Robles | Spectateurs : 35 000 Arbitrage : Carlos Robles |

| 30 mars 1955 | Argentine   | 1 – 0 | Chili | Estadio Nacional (Santiago)                           |                                                       |
| | Micheli 59e | (0 - 0) |       | Spectateurs : 65 000 Arbitrage : Washington Rodríguez | Spectateurs : 65 000 Arbitrage : Washington Rodríguez |
| Musimessi - Dellacha, Vairo - Lombardo, Balay, Gutiérrez - Micheli ( 82e Vernazza), Cecconatto, Borello, Labruna, Cucchiaroni | Équipes     | Escuti - Almeida, Álvarez - Cortés, E. Robledo, Carrasco - Hormazábal, Ramírez Banda, J. Robledo, Muñoz ( Díaz Zambrano), Meléndez ( S. Espinoza) |       | Spectateurs : 65 000 Arbitrage : Washington Rodríguez | Spectateurs : 65 000 Arbitrage : Washington Rodríguez |

| Copa América 1955 - Vainqueur Argentine 10e titre |